# Phill Lewis
Phill Lewis, egentlig Phillip Lewis (født 4. september 1968 i Uganda) er en amerikansk film- og tv-skuespiller, der ofte ses i komiske roller, bl.a. som Mr. Moseby i Disney-serien Zack og Codys Søde Hotelliv. 
Lewis blev kendt, da han medvirkede i tv-serien Hill Street Blues. Han har desuden medvirket i tv-serien Scrubs, ligesom han har en rolle i Disney Channel-filmen Dadnapped.